# Comuna Gropnița, Iași
Gropnița este o comună în județul Iași, Moldova, România, formată din satele Bulbucani, Forăști, Gropnița (reședința), Mălăești, Săveni și Sângeri.

## Așezare
Comuna se află în nordul județului, pe malul stâng al râului Miletin. Este străbătută de șoseaua județeană DJ282, care o leagă spre sud-est de Movileni, Horlești, Rediu și Iași, și spre nord de Șipote și mai departe în județul Botoșani de Răuseni, Hlipiceni, Todireni, Albești, Trușești (unde se intersectează cu DN29D), Dângeni, Hănești, Vlăsinești, Săveni (unde se intersectează cu DN29), Drăgușeni, Coțușca și Rădăuți-Prut (unde se termină în DN24C). La Gropnița, din acest drum se ramifică șoseaua județeană DJ281D, care duce spre vest la Focuri, Coarnele Caprei și Ceplenița (unde se termină în DN28B). Prin comună trece și calea ferată Iași-Dorohoi, dar ea nu este deservită de nicio stație, cele mai apropiate fiind stația Vlădeni și halta de mișcare Larga Jjijia.

## Demografie
Componența etnică a comunei Gropnița
     Români (92,94%)
     Alte etnii (0%)
     Necunoscută (7,06%)
Componența confesională a comunei Gropnița
     Ortodocși (70,25%)
     Romano-catolici (22,02%)
     Alte religii (0,13%)
     Necunoscută (7,61%)
Conform recensământului efectuat în 2021, populația comunei Gropnița se ridică la 3.102 locuitori, în scădere față de recensământul anterior din 2011, când fuseseră înregistrați 3.154 de locuitori. Majoritatea locuitorilor sunt români (92,94%), iar pentru 7,06% nu se cunoaște apartenența etnică. Din punct de vedere confesional, majoritatea locuitorilor sunt ortodocși (70,25%), cu o minoritate de romano-catolici (22,02%), iar pentru 7,61% nu se cunoaște apartenența confesională.

## Politică și administrație
Comuna Gropnița este administrată de un primar și un consiliu local compus din 13 consilieri. Primarul, Ionel Oneaga[*], de la Partidul Social Democrat, este în funcție din 2012. Începând cu alegerile locale din 2024, consiliul local are următoarea componență pe partide politice:
|  | Partid                    | Consilieri | Componența Consiliului | Componența Consiliului | Componența Consiliului | Componența Consiliului | Componența Consiliului | Componența Consiliului | Componența Consiliului | Componența Consiliului | Componența Consiliului | Componența Consiliului |
|  | ------------------------- | ---------- | ---------------------- | ---------------------- | ---------------------- | ---------------------- | ---------------------- | ---------------------- | ---------------------- | ---------------------- | ---------------------- | ---------------------- |
|  | Partidul Social Democrat  | 10         |                        |                        |                        |                        |                        |                        |                        |                        |                        |                        |
|  | Partidul Național Liberal | 2          |                        |                        |                        |                        |                        |                        |                        |                        |                        |                        |
|  | Forța Dreptei             | 1          |                        |                        |                        |                        |                        |                        |                        |                        |                        |                        |

## Istorie
La sfârșitul secolului al XIX-lea, comuna făcea parte din plasa Copou a județului Iași și era formată din satele Gropnița, Sângeri, Bulbucani, Forăști, Mălăești și Misești, având în total 2026 de locuitori. În comună funcționau trei mori de apă, două de aburi, trei biserici și o școală. Anuarul Socec din 1925 o consemnează în plasa Bahlui a aceluiași județ, având 2441 de locuitori în satele Forești, Gropnița-Bulbucani, Mălăești și Sângeri.
În 1950, comuna a fost transferată raionului Hârlău din regiunea Iași. În 1968, ea a revenit, în alcătuirea actuală, la județul Iași, reînființat.

## Monumente istorice

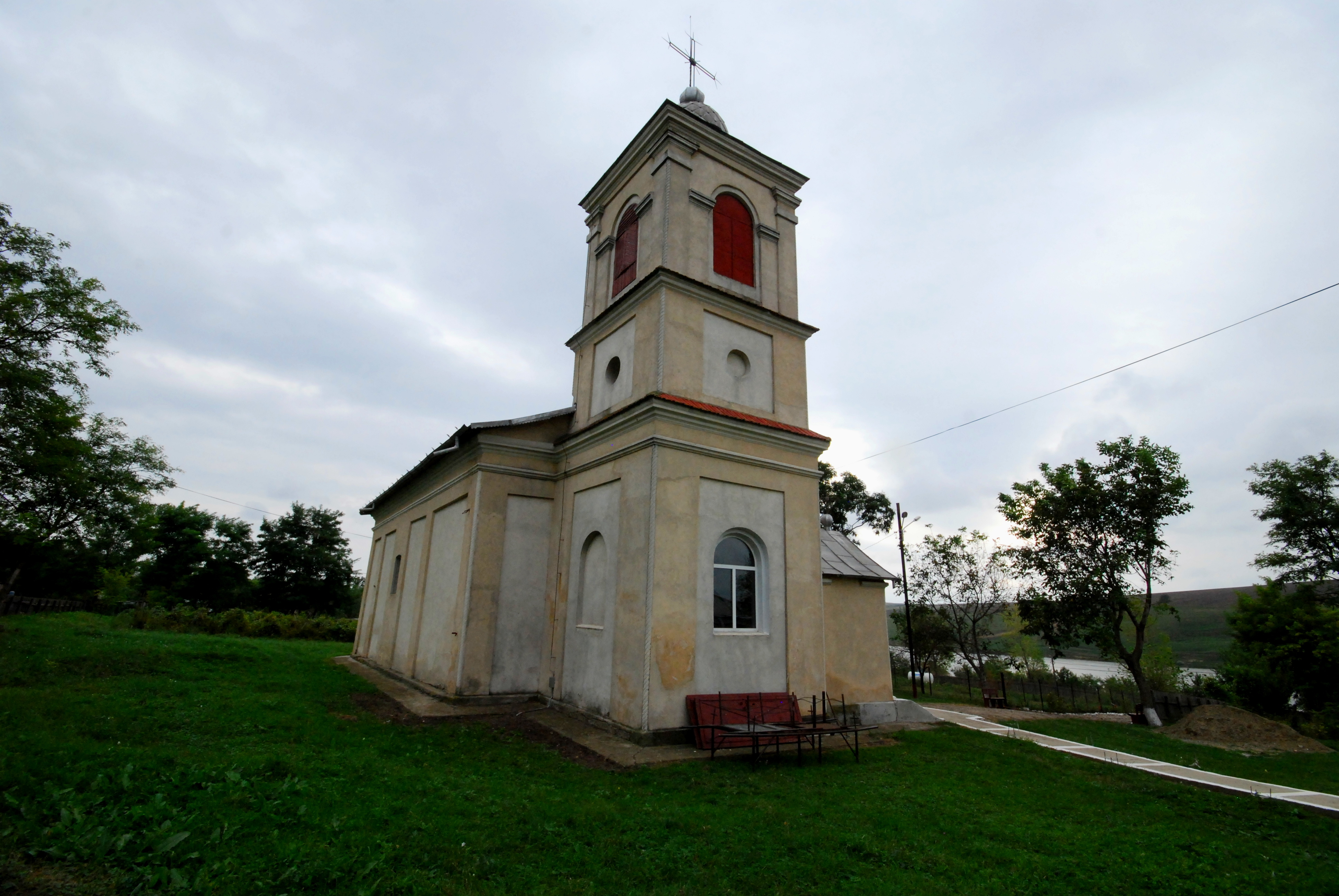
Biserica „Adormirea Maicii Domnului”, monument istoric

Singurul obiectiv din comuna Gropnița inclus în lista monumentelor istorice din județul Iași, clasificat ca monument de arhitectură, este biserica „Adormirea Maicii Domnului”, construită în 1830 și aflată în satul Gropnița.